# Костенко Раїса Якимівна
Раїса Якимівна Костенко (нар. 17 січня 1929, місто Олександрія, тепер Кіровоградської області) — українська радянська діячка, вчителька, викладач Олександрійського педагогічного училища Кіровоградської області. Депутат Верховної Ради УРСР 6-8-го скликань.

## Біографія
Народилася у селянській родині. У 1953 році закінчила біологічний факультет Дніпропетровського державного університету.
У 1953—1956 роках — вчителька Маретської семирічної школи Бєловського району Кемеровської області РРФСР та вчителька середньої школи № 128 у місті Сталіно (тепер — Донецьку).
У 1956—1961 роках — вчителька хімії Олександрійської школи робітничої молоді № 1. У 1961—1970 роках — вчителька хімії Олександрійської восьмирічної (середньої) школи № 4 Кіровоградської області.
З 1970 року — викладач Олександрійського педагогічного училища Кіровоградської області.
Потім — на пенсії у місті Олександрії.

## Нагороди
- ордени
- медаль «За доблесну працю. На ознаменування 100-річчя з дня народження Володимира Ілліча Леніна»
- медалі